# Yukari Miyata
Pour les articles homonymes, voir Miyata.
Yukari Miyata (宮田 由佳里, Miyata Yukari) est une ancienne joueuse de volley-ball japonaise née le 27 juin 1989 à Isahaya. Elle mesure 1,79 m et jouait au poste de centrale.  Elle a mis un terme à sa carrière de volleyeuse professionnelle en juin 2014.

## Clubs
| Club                    | De        | À         |
| ----------------------- | --------- | --------- |
| Kyushubunka high school |           | 2007-2008 |
| Toray Arrows            | 2008-2009 | 2013-2014 |

## Palmarès
- V Première Ligue
  - Vainqueur : 2009, 2010, 2012.
  - Finaliste : 2011, 2013.
- Tournoi de Kurowashiki
  - Vainqueur : 2009, 2010.
  - Finaliste : 2012.
- Coupe de l'impératrice
  - Vainqueur : 2011.
  - Finaliste : 2010, 2012.
- Championnat AVC des clubs
  - Finaliste : 2012.